# Гоуп (Мен)
Гоуп (англ. Hope) — місто (англ. town) в США, в окрузі Нокс штату Мен. Населення — 1698 осіб (2020).

## Демографія
Згідно з переписом 2010 року, у місті мешкало 1536 осіб у 603 домогосподарствах у складі 444 родин. Було 805 помешкань
Расовий склад населення:
| - 96,8 % — білих - 0,8 % — корінних американців - 0,7 % — азіатів - 0,1 % — чорних або афроамериканців |

До двох чи більше рас належало 1,6 %. Частка іспаномовних становила 1,0 % від усіх жителів.
За віковим діапазоном населення розподілялося таким чином: 23,8 % — особи молодші 18 років, 63,3 % — особи у віці 18—64 років, 12,9 % — особи у віці 65 років та старші. Медіана віку мешканця становила 43,2 року. На 100 осіб жіночої статі у місті припадало 95,7 чоловіків;  на 100 жінок у віці від 18 років та старших — 93,9 чоловіків також старших 18 років.
Середній дохід на одне домашнє господарство  становив 66 724 долари США (медіана — 56 563), а середній дохід на одну сім'ю — 77 720 доларів (медіана — 66 339). Медіана доходів становила 41 855 доларів для чоловіків та 32 083 долари для жінок. За межею бідності перебувало 12,1 % осіб, у тому числі 23,6 % дітей у віці до 18 років та 10,8 % осіб у віці 65 років та старших.
Цивільне працевлаштоване населення становило 768 осіб. Основні галузі зайнятості: освіта, охорона здоров'я та соціальна допомога — 22,5 %, науковці, спеціалісти, менеджери — 13,7 %, будівництво — 12,1 %.